# Microtus bucharensis
Microtus bucharensis és una espècie de mamífer rosegador de la família dels cricètids. Viu a l'Afganistan, el Tadjikistan i l'Uzbekistan. Es tracta d'un animal diürn. El seu hàbitat natural són les zones amb sòl de loess. Cria tot l'any, excepte a l'estiu. És una espècie en risc mínim, és a dir, no sembla que hi hagi cap amenaça significativa per a la seva supervivència. El seu nom específic, bucharensis, significa ‘de Bukharà’ en llatí.